# Yachimata
Yachimata è una città giapponese della prefettura di Chiba.